# Béryl Gastaldello
Béryl Gastaldello (ur. 13 lutego 1995 w Marsylii) – francuska pływaczka, specjalizująca się w stylu dowolnym.
Mistrzyni Europy na krótkim basenie z Chartres (2012) w sztafecie 4 × 50 m stylem dowolnym i brązowa medalistka w sztafecie 4 × 50 m stylem zmiennym. Mistrzyni Europy juniorów z Belgradu (2011) w sztafecie 4 × 100 m stylem dowolnym.